# Teoria de Locke
A Teoria do Estabelecimento de Metas foi proposta por Edwin A. Looke e por Gary Latham. Segundo a Teoria do Estabelecimento de Metas, descrita por Looke e Lathan, as metas podem variar em conteúdo (fácil ou difícil, geral ou específica, simples ou complexa) e intensidade (de acordo com a percepção da importância que dá à meta). Para esta teoria, quando as metas estão claramente especificadas, há a verdadeira motivação. As metas precisam ser valorizadas para serem atingidas.

## Edwin A. Locke
Edwin A. Locke, Ph.D., é Professor de Liderança e Motivação na HR Smith School of Business da Universidade de Maryland, College Park. Ele recebeu seu Bacharelado pela Universidade de Harvard em 1960 e seu doutorado em Psicologia Industrial pela Universidade de Cornell em 1964.
Ele publicou mais de 300 capítulos, notas e artigos em revistas profissionais, sobre temas como motivação no trabalho, satisfação no trabalho, incentivos, e da filosofia da ciência. Ele também é o autor ou editor de 12 livros, dentre eles as obras “A Motivational Technique That Works (Prentice Hall, 1984, with G. Latham)”, “A Theory of Goal Setting and Task Performance (Prentice Hall, 1990, with G. Latham)”.
Ele é conhecido internacionalmente por suas pesquisas sobre o estabelecimento de metas. Uma pesquisa recente mostrou que a teoria do estabelecimento de metas de Locke (desenvolvido com G. Latham) ficou em 1º lugar em importância entre 73 teorias de gestão. Seu trabalho tem sido apoiado por numerosas bolsas de investigação, e atuou como consultor para empresas de pesquisa e empresas privadas.

## Gary Latham
Gary Latham, Ph.D., é Professor da Secretaria do Estado de Eficácia Organizacional na Joseph L. Rotman School of Management, na Universidade de Toronto.
Latham tem pesquisado e ensinado Motivação e Estabelecimento de metas há aproximadamente 20 anos. Ele leciona cursos em Motivação e Administração para estudantes de MBA e Doutorado da Universidade.
Ele possui um Mestrado pela Universidade de Tecnologia de Geórgia e um Doutorado pela Universidade de Akron.

## A Teoria do Estabelecimento de Metas
A teoria do estabelecimento de metas foi proposta há mais de quatro décadas. Para Locke, as metas específicas para os funcionários aumentam o desempenho. “Ele sugeria que as metas difíceis, quando aceitas pelos funcionários, resultavam em um desempenho ainda mais alto do que as metas fáceis”.  As pessoas são motivadas pelas metas estabelecidas: metas bem definidas são mais estimulantes do que genéricas. Desde que haja capacidade e aceitação, quanto mais ambiciosa a meta, maior o rendimento. A base do comportamento das pessoas é estimulada por suas intenções e seus objetivos, desejo demonstrando valor do que se é almejado; tradução do desejo em intenções refere-se as metas; ação para concretizar intenções onde é avaliado o potencial – satisfação alcançada com os resultados do desempenho – avaliação de valores, metas e desempenho por meio de feedbacks.
Segundo Locke, a satisfação no trabalho é entendida como a relação percebida entre o que um indivíduo espera de seu trabalho e o que ele percebe que está obtendo. É ainda um estado de prazer emocional resultante da avaliação que um profissional faz sobre até que ponto as funções que desenvolve atendem seus objetivos.

A definição de metas e objetivos como defende Locke e Latham (1990 apud ZANELLI, 2004), reflete na motivação pois permite as pessoas assimilarem com maior rapidez as quais resultados devem ser obtidos. Ressaltam também que as metas e os objetivos não são suficientes para manter uma alta motivação, devido a fatores como,  clareza de objetivos, a dificuldade das tarefas, a aceitação da meta pela pessoa, as características individuais e a presença de feedback gerencial.
A complexidade da meta, se for maior ou menor, é capaz de não colaborar para o desempenho eficaz, pelo fato de subestimarem as potencialidades ou por depender de uma adequação competente entre o nível de dificuldade da meta e as habilidades que as pessoas apresentam.

1. ↑  http://www.edwinlocke.com/
2. ↑  http://www.webmd.com/gary-latham
3. ↑  http://www.administradores.com.br/
4. ↑  http://www.portaldorecrutador.com.br/index.php/artigos/1-teoriasmotivacionais